# سام مانكوانا
سام مانكوانا (بالفرنسية:Sam Mangwana) هو مغني كونغولي وأنغولي من مواليد يوم 21 فبراير 1945 بكينشاسا. اشتهر مانكوانا بمزجه الألحان الإفريقية مع موسيقى الجاز ومع موسيقى اللاتينو، وبغنائه بعدة لغات كالفرنسية والبرتغالية واللينغالا والكيكونكو.

## حياته
ولد مانكوانا بمدينة كينشاسا سنة 1945، وقت كانت تابعة للكونغو البلجيكية. كان والداه مهاجرين أنغوليين هربا من أنغولا البرتغالية نظرا لظروف الحياة القاسية التي كان يفرضها الإستعمار البرتغالي، حيث كان أغلب العمال لا يتوفرون على أي حقوق.

## أغانيه
لدى سام مانكوانا عدة أغاني تمزج بين مختلف الأنواع الموسيقية. من أشهرها:
- واكا واكا (1978)
- ماتيندا (1979)
- في نايروبي (1984)
- كابيطا جنرال (1990)
- كالو نيكرو (1998)